# Jim Yong Kim

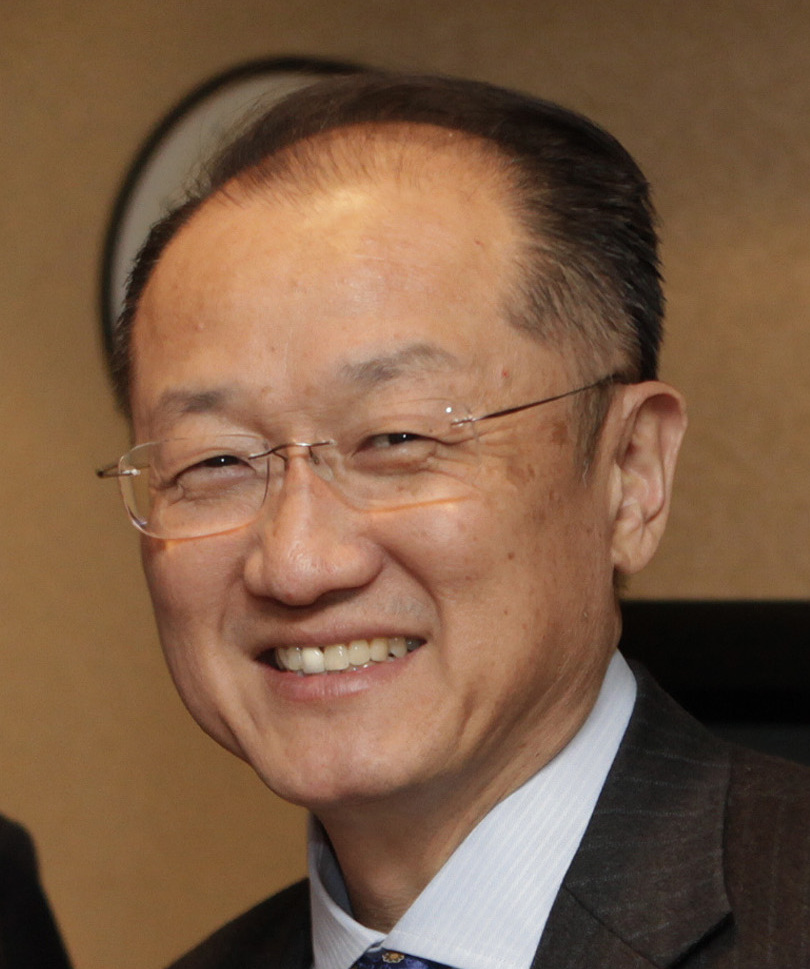

Jim Yong Kim (Hangul: 김용; Hanja: 金 墉), född 8 december 1959 i Seoul i Sydkorea, är en koreansk-amerikansk läkare som var chef för Världsbanken från 1 juli 2012 till 31 januari 2019.
Jim Yong Kim är född i Seoul i Sydkorea, men flyttade med sin familj till USA vid fem års ålder där han växte upp i Muscatine, Iowa. Han avlade läkarexamen vid Harvard Medical School 1991 och filosofie doktorsexamen i antropologi vid Harvard University 1993. Han var professor och rektor för Dartmouth College 2009-2012.